# Yuri Kisil

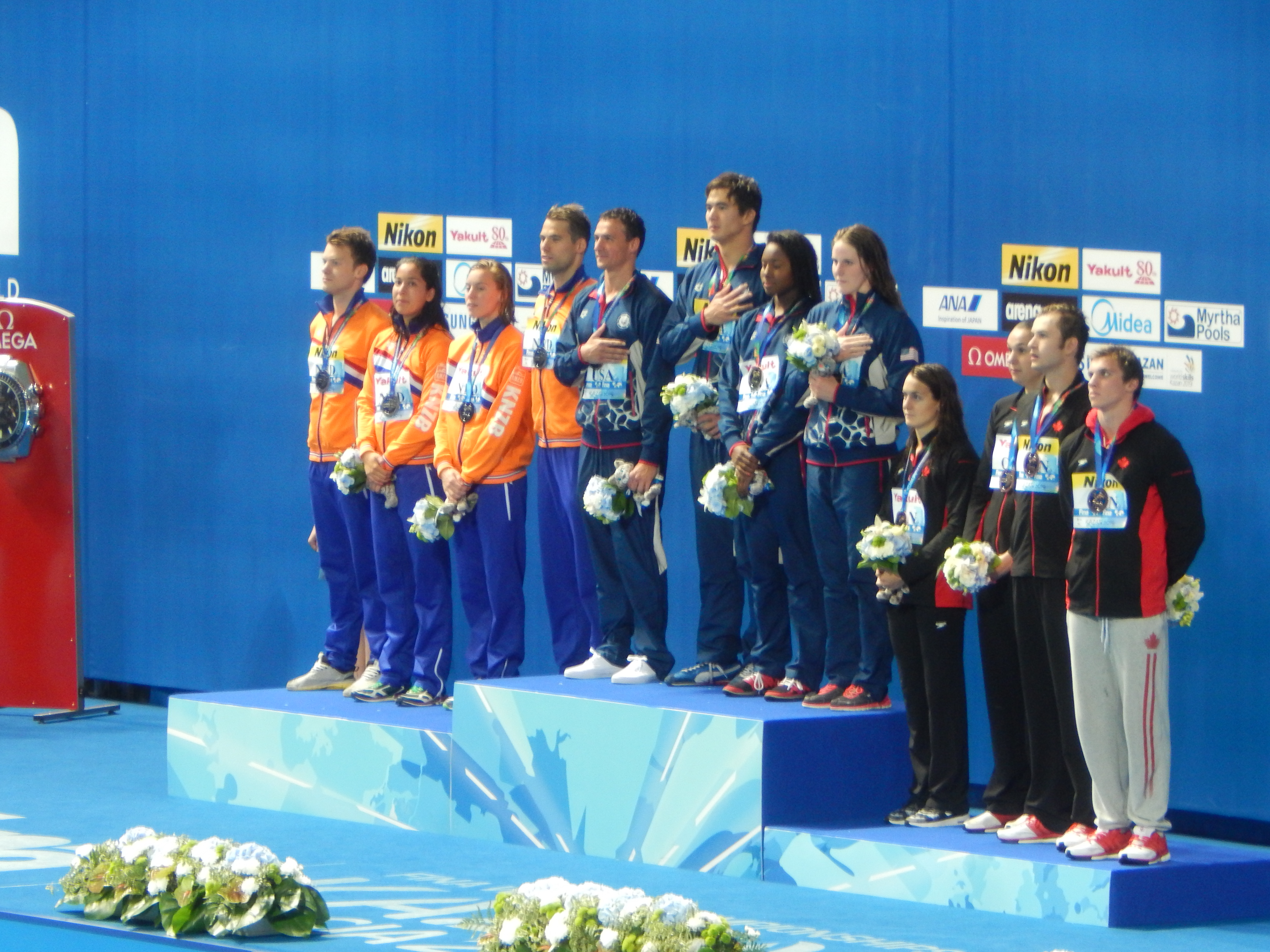
Siegerehrung in der Mixed-Freistilstaffel bei den Weltmeisterschaften 2015: Yuri Kisil ist der Zweite von rechts.

Yuri Kisil (* 18. September 1995 in Calgary) ist ein kanadischer Schwimmer. Er gewann bis 2024 bei Weltmeisterschaften drei Bronzemedaillen auf der 50-Meter-Bahn sowie je eine Gold- und Bronzemedaille auf der 25-Meter-Bahn. Hinzu kamen einmal Silber und zweimal Bronze bei den Panamerikanischen Spielen.

## Sportliche Karriere
Yuri Kisil schwamm von 2019 und 2021 für ein Profiteam in der International Swimming League. Zuvor war er beim Cascade Swim Club in Calgary und danach beim High Performance Center in Toronto. Während seines Studiums an der University of British Columbia startete er für deren Sportteam, die UBC Thunderbirds.

### Die Jahre bis zur ersten Olympiateilnahme 2016
Kisil gewann bei den Canada Games 2013 den Wettbewerb über 100 Meter Freistil. Bei den Juniorenweltmeisterschaften belegte er 2013 sowohl mit der 4-mal-100-Meter-Freistilstaffel als auch mit der 4-mal-100-Meter-Mixed-Freistilstaffel den vierten Platz.
2014 bei den Commonwealth Games in Glasgow wurde er über 100 Meter Freistil Vierter hinter drei Australiern. Außerdem wurde er Fünfter mit der 4-mal-100-Meter-Freistilstaffel und Vierter mit der 4-mal-100-Meter-Lagenstaffel. Bei den Pan Pacific Swimming Championships 2014 belegte Kisil mit beiden Staffeln den fünften Platz.
2015 bei den Panamerikanischen Spielen in Toronto erreichte Kisil bei seinem einzigen Einzelstart den sechsten Platz über 100 Meter Freistil. Mit der 4-mal-100-Meter-Freistilstaffel gewann er die Silbermedaille hinter den Brasilianern. Die 4-mal-200-Meter-Freistilstaffel gewann Bronze hinter den Staffeln aus Brasilien und den Vereinigten Staaten, hier war Kisil durch seinen Vorlaufstart am Medaillengewinn beteiligt. Auch in der 4-mal-100-Meter-Lagenstaffel gewannen die Brasilianer vor dem US-Quartett. Russell Howard Wood, Richard Funk, Santo Condorelli und Yuri Kisil wurden Dritte. Zwei Wochen nach den Panamerikanischen Spielen begannen die Weltmeisterschaften in Kasan. Die kanadische 4-mal-100-Meter-Freistilstaffel belegte den achten Platz in der Besetzung Santo Condorelli, Yuri Kisil, Karl Krug IV und Evan Van Moerkerke. Die 4-mal-100-Meter-Mixed-Freistilstaffel qualifizierte sich mit Kisil, Krug, Sandrine Mainville und Victoria Poon als siebtschnellste Staffel der Vorläufe für das Finale. Im Endlauf schwammen Santo Condorelli, Yuri Kisil, Chantal van Landeghem und Sandrine Mainville vier Sekunden schneller als die Vorlaufstaffel und erkämpften die Bronzemedaille mit 0,49 Sekunden Rückstand auf das zweitplatzierte Quartett aus den Niederlanden.
Bei den Olympischen Spielen 2016 in Rio de Janeiro erreichte die 4-mal-100-Meter-Freistilstaffel mit Santo Condorelli, Yuri Kisil, Markus Thormeyer und Evan van Moerkerke den siebten Platz. Über 100 Meter Freistil benötigte Kisil als Elfter der Halbfinalläufe 48,28 Sekunden, für den Finaleinzug hätte er 0,06 Sekunden schneller schwimmen müssen. Auf der 50-Meter-Freistil-Strecke traten insgesamt 85 Schwimmer zu den Vorläufen an. Kisil erzielte die 35. Zeit und lag damit 0,41 Sekunden über der Zeit, die er für das Halbfinale gebraucht hätte. Schließlich schwamm die 4-mal-100-Meter-Lagenstaffel mit Javier Acevedo, Jason Block, Mack Darragh und Yuri Kisil die 16. Zeit unter 16 Staffeln.
Ende 2016 fanden die Kurzbahnweltmeisterschaften in Windsor statt. Die 4-mal-100-Meter-Freistilstaffel mit Yuri Kisil, Markus Thormeyer, Evan Van Moerkerke und Javier Acevedo belegte den siebten Platz. In der 4-mal-100-Meter-Mixed-Freistilstaffel schwammen im Vorlauf Yuri Kisil, Mirando Florent Richard-Jarry, Alexia Zevnik und Katerine Savard. Im Finale wurden Yuri Kisil, Markus Thormeyer, Michelle Williams und Sandrine Mainville Dritte hinter den Staffeln aus Russland und den Niederlanden.

### Die Jahre von 2017 bis zur zweiten Olympiateilnahme 2021
2017 bei den Weltmeisterschaften in Budapest belegte die 4-mal-100-Meter Freistilstaffel mit Yuri Kisil, Markus Thormeyer, Javier Acevedo und Carson Olafson den sechsten Platz. Über 100 Meter Freistil verpasste Kisil als Zehntschnellster im Halbfinale den Endlauf um 0,20 Sekunden. In der 4-mal-100-Meter-Mixed-Lagenstaffel siegte das Quartett aus den Vereinigten Staaten vor der australischen Mannschaft. Dahinter schlugen die Staffeln aus China und aus Kanada zeitgleich an. Für Kanada starteten im Vorlauf Javier Acevedo, Richard Funk, Rebecca Smith und Chantal van Landeghem, im Endlauf waren Kylie Masse, Richard Funk, Penny Oleksiak und Yuri Kisil dabei. Auch Acevedo, Smith und van Landeghem erhielten eine Bronzemedaille. In der 4-mal-100-Meter-Mixed-Freistilstaffel schwammen im Vorlauf Yuri Kisil, Markus Thormeyer, Sandrine Mainville und Chantal van Landeghem. Im Finale siegte die Staffel aus den Vereinigten Staaten vor der aus den Niederlanden. Yuri Kisil, Jaime Acevedo, Chantal van Landeghem und Penny Oleksiak erreichten das Ziel als Dritte.
Im April 2018 fanden die Commonwealth Games in Gold Coast statt. Bei seinen Einzelstarts wurde Kisil Siebter über 100 Meter Freistil und Fünfter über 50 Meter Freistil. Kisil schwamm auch in drei Staffelendläufen. Er wurde Fünfter mit der 4-mal-100-Meter Freistilstaffel, Vierter mit der 4-mal-200-Meter-Freistilstaffel und schließlich Fünfter mit der 4-mal-100-Meter-Lagenstaffel. Vier Monate später bei den Pan Pacific Swimming Championships 2018 in Tokio belegte Kisil den vierten Platz mit der 4-mal-100-Meter-Freistilstaffel und den fünften Platz mit der Lagenstaffel. Über 50 Meter Freistil wurde er Dritter hinter Michael Andrew und Caeleb Dressel aus den Vereinigten Staaten.
2019 bei den Weltmeisterschaften in Gwangju erreichten die Männerstaffeln kein Finale. Über 100 Meter Freistil verfehlte Kisil als 17. der Vorläufe das Halbfinale um 0,03 Sekunden. Die 4-mal-100-Meter-Mixed-Lagenstaffel mit Kylie Masse, Richard Funk, Margaret Mac Neil und Yuri Kisil wurde Fünfte. Markus Thormeyer, Yuri Kisil, Taylor Ruck und Penny Oleksiak schlugen als Vierte 4-mal-100-Meter-Mixed-Freistilstaffel an und hatten 0,43 Sekunden Rückstand auf Bronze.
Wegen der COVID-19-Pandemie fanden die eigentlich für 2020 geplanten Olympischen Spiele in Tokio erst 2021 statt. In der 4-mal-100-Meter-Freistilstaffel erreichten Brent Hayden, Joshua Liendo, Ruslan Gaziev und Yuri Kisil das Finale mit der siebtbesten Vorlaufzeit. Im Endlauf wurden Brent Hayden, Joshua Liendo, Yuri Kisil und Markus Thormeyer Vierte und lagen 0,6 Sekunden hinter den drittplatzierten Australiern. Über 100 Meter Freistil qualifizierten sich Liendo und Kisil das Halbfinale und belegten dort die Plätze 14 und 15. Die kanadische 4-mal-100-Meter-Lagenstaffel mit Markus Thormeyer, Gabe Mastromatteo, Joshua Liendo und Yuri Kisil erreichte das Finale und gelangte auf den siebten Platz.
Ende 2021 fanden die Kurzbahnweltmeisterschaften in Abu Dhabi statt. Die 4-mal-50-Meter-Mixed-Freistilstaffel mit Joshua Liendo, Yuri Kisil, Rebecca Smith und Katerine Savard erreichte das Finale mit der siebtschnellsten Vorlaufzeit. Im Finale waren Liendo, Kisil, Kayla Sanchez und Margaret Mac Neil drei Sekunden schneller als die Vorlaufstaffel und gewannen den Titel mit 0,06 Sekunden Vorsprung vor dem Quartett aus den Niederlanden. Alle sechs Beteiligten aus Kanada erhielten eine Goldmedaille.

### Die Jahre von 2022 bis zur dritten Olympiateilnahme 2024
2022 bei den Weltmeisterschaften in Budapest erreichte die 4-mal-100-Meter-Freistilstaffel mit Joshua Liendo, Ruslan Gaziev, Javier Acevedo und Yuri Kisil den sechsten Platz. Im Dezember 2022 bei den Kurzbahnweltmeisterschaften in Melbourne erreichte die 4-mal-100-Meter-Freistilstaffel mit Ruslan Gaziev, Yuri Kisil, Javier Acevedo und Ilya Kharun den sechsten Platz. Mit zwei weiteren Staffeln erreichte Kisil das Finale, wurde aber im Endlauf nicht eingesetzt.
Nachdem er 2023 ausgesetzt hatte, qualifizierte sich Kisil im Mai 2024 bei den kanadischen Olympiaausscheidungen über 100 Meter Freistil. Bei den Olympischen Spielen in Paris belegte die kanadische 4-mal-100-Meter-Freistilstaffel mit Joshua Liendo, Yuri Kisil, Finlay Knox und Javier Acevedo den sechsten Platz. Über 100 Meter Freistil schied Kisil als 29. der Vorläufe aus.